# バイオサイエンス研究科
バイオサイエンス研究科（ばいおさいえんすけんきゅうか）は、バイオサイエンス分野の高度な研究・教育を目指した日本の大学院研究科。
宇都宮大学大学院、東京農業大学大学院、奈良先端科学技術大学院大学などに、専攻、研究科が設置されている。